# Tjepke Haitsma Mulier
Tjepke Haitsma Mulier (Bolsward, 27 februari 1847 – Lochem, 25 september 1921) was een Nederlands burgemeester.

## Leven en werk
Haitsma Mulier, lid van de familie Mulier, was een zoon van mr. Johannes Haitsma Mulier (1811-1859), advocaat en burgemeester in Bolsward, en Maria Louisa Ypeij (1816-1898). Hij trouwde driemaal, met Elizabeth de Kok (1852-1882), Gijsberte Guillelmine de Wit (1854-1885) en met Gerardina Hendrika Gallée (1853-1936). 
Haitsma Mulier werd in 1872 benoemd tot burgemeester van De Rijp en een jaar later ook van Graft. In 1880 volgde zijn benoeming in het Gelderse Lochem.
Haitsma Mulier was Officier in de Orde van Oranje-Nassau. Hij overleed in 1921, op 74-jarige leeftijd. 